# Parti communiste du Kazakhstan
Ne doit pas être confondu avec Parti communiste du Kazakhstan (Union soviétique).
Le Parti communiste du Kazakhstan (en kazakh Қазақстан Коммунистік партиясы, Qazaqstan Kommounistik partiasy ; en russe Коммунистическая партия Казахстана, Kommounistitcheskaïa partia Kazakhstana) est un parti politique interdit au Kazakhstan.

## Origine
Le Parti communiste du Kazakhstan est fondé en 1936, quand le Kazakhstan devient une république de l'Union soviétique.
Il constitue une branche du Parti communiste de l'Union soviétique jusqu'à la dislocation de l'URSS.

## Restructuration post-soviétique

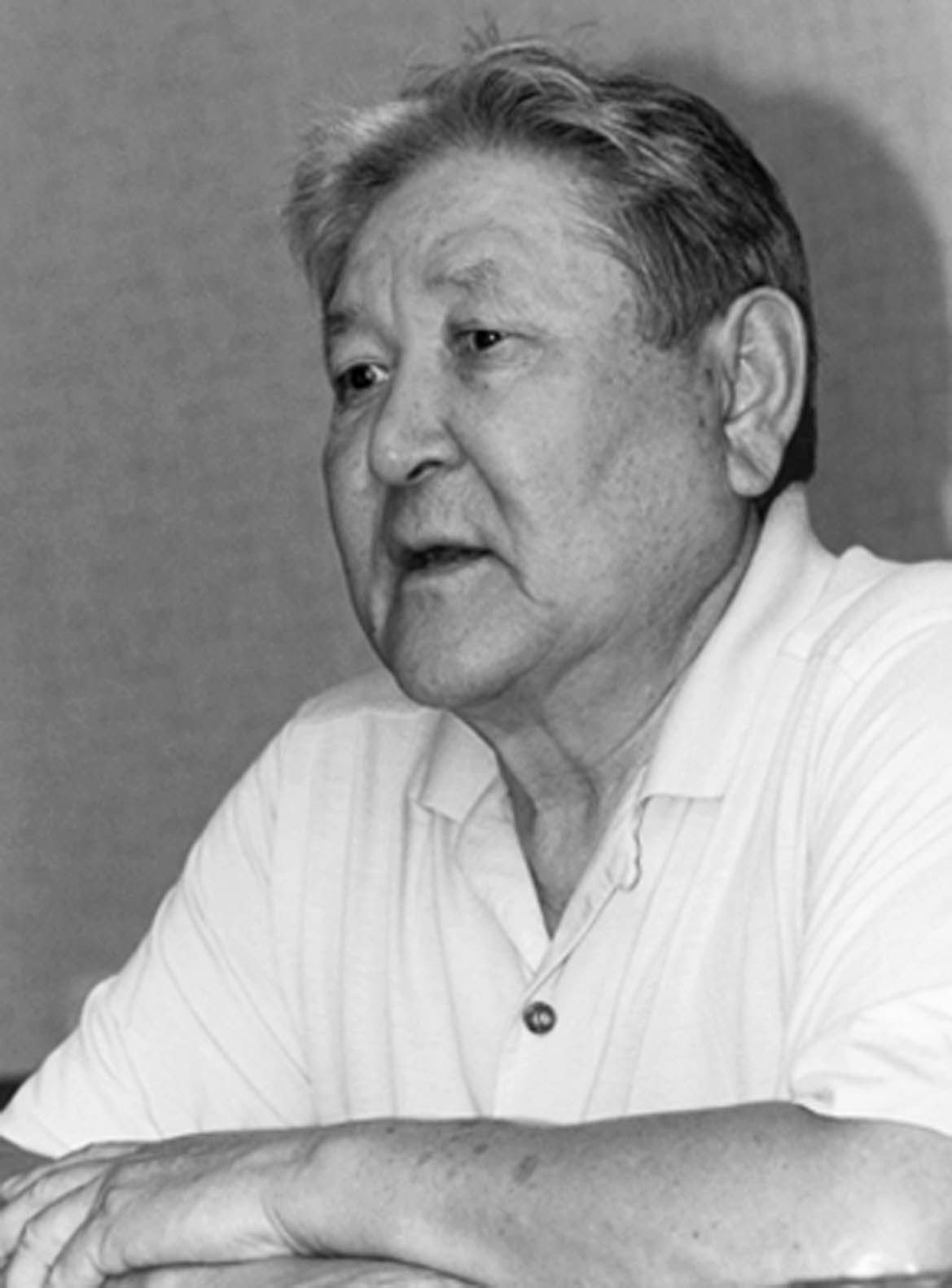
Serikbolsyn Äbdildine, leader du parti de 1996 à 2010.

Le 18e Congrès du Parti communiste du Kazakhstan a pris la décision de renommer le Parti communiste en Parti socialiste (en) et de se séparer du PCUS. Noursoultan Nazarbaïev, le président du parti, a démissionné lorsqu'il est devenu le premier président du Kazakhstan en 1991. Des membres mécontents de l'ancien Parti communiste ont recréé le Parti communiste du Kazakhstan en octobre 1991 lors du 19e Congrès du parti. Le QKP a été officiellement enregistré le 27 août 1998. Le Parti communiste du Kazakhstan a une structure de parti bien établie avec des bureaux dans tous les oblasts. Le nombre d'adhérents du QKP était estimé à environ 70 000 membres. Le QKP s'adresse en grande partie au segment d'âge moyen de la population, en particulier dans les zones urbaines qui ont une forte nostalgie de l'époque soviétique. Le chef du QKP était Serikbolsyn Äbdildine, un homme politique respecté de la vieille génération au Kazakhstan.
Au milieu des années 1990, le QKP a participé aux mouvements de coalition d'opposition « Azamat » et « Pokolenie » (« Génération »). En 1996, le QKP a lancé un « Mouvement national-patriotique-République » non enregistré. En février 1998, il rejoint le bloc d'opposition « Front populaire du Kazakhstan ».
Le parti s'est divisé le 13 avril 2004, lorsqu'un groupe dirigé par Vladislav Kosarev (en) a commencé à accuser le premier secrétaire du parti, Serikbolsyn Äbdildine, d'avoir accepté de l'argent de sources douteuses. Le parti dissident, le Parti communiste du peuple du Kazakhstan, n'a initialement pas rempli l'exigence de 50 000 membres pour être officiellement enregistré, mais il est maintenant représenté à l'Assemblée législative.
Aux dernières élections législatives, les 19 septembre et 3 octobre 2004, une alliance du Parti communiste du Kazakhstan et du Choix démocratique du Kazakhstan (en) a obtenu 3,4 % des suffrages et aucun siège. Lors des élections présidentielles du 4 décembre 2005, le Parti communiste du Kazakhstan, le Choix démocratique du Kazakhstan (en) et le Nağyz Aq Jol (en) ont formé un mouvement de coalition Pour un Kazakhstan juste (en) et ont soutenu Jarmahan Tūiaqbai (en) en tant que candidat présidentiel.
Les activités du parti ont été suspendues en 2012 par un tribunal régional en raison d'une prétendue coopération avec le parti interdit Alga! qui a des liens avec le politicien fugitif Moukhtar Abliazov.
Le parti a été interdit en 2015 par le tribunal municipal d'Almaty car le nombre d'adhérents du parti était inférieur au nombre légal de 40 000. La condamnation a été dénoncée comme motivée par des considérations politiques par les dirigeants du parti, et a été condamnée par le Parti communiste de Grèce, le Parti communiste des travailleurs russes et le Parti communiste de Turquie. Cependant, la légalité de la peine a été défendue par le Parti populaire communiste du Kazakhstan, dont la direction a accusé le QKP d'ignorance de la loi. Bien qu'il ait déjà protesté contre l'interdiction du Parti communiste d'Ukraine, le Parti communiste de la fédération de Russie n'a publié aucune déclaration officielle à ce sujet.

## Premiers secrétaires
| Nom                   | Début         | Fin              |
| --------------------- | ------------- | ---------------- |
| Leonid Korolkov       | 1992          | octobre 1994     |
| Baidabek Tölepbaev    | octobre 1994  | avril 1996       |
| Serikbolsyn Äbdildine | avril 1996    | 17 avril 2010    |
| Ğaziz Aldamjarov (kk) | 17 avril 2010 | 4 septembre 2015 |